# Domícia Lucila
Domícia Lucila (em latim: Domitia Lucilla Minor; m. entre 155 e 161), também conhecida como Domícia Lucila, a Jovem, Domícia Lucila Menor, Domícia Calvila ou apenas Lucila, foi uma nobre romana que viveu no século II d.C. e era a mãe do imperador Marco Aurélio.

## História
Lucila era filha de Domícia Lucila, a Velha, com o patrício Domício Tulo e era sobrinha pelo lado paterno de Domício Lucano. O padrasto da mãe dela, Lúcio Catílio Severo serviu duas vezes como cônsul e se tornou prefeito urbano de Roma. O pai de Lucila também foi cônsul por duas vezes, a primeira em 109 e a segunda em data incerta. Sua avó materna, Curtília de Roma, era trineta de Júlia, a Jovem, uma das netas do primeiro imperador romano, Augusto.
Ela herdou uma grande fortuna de sua mãe,  incluindo uma olaria perto da capital, próxima do rio Tibre, que fornecia tijolos para alguns dos mais importantes monumentos de Roma, incluindo o Coliseu, o Panteão e o Mercado de Trajano. Os tijolos eram também exportados para todo o império.
Lucila se casou com Marco Ânio Vero, um pretor de uma rica família de status senatorial. A irmão de Vero, Faustina Maior, era a imperatriz, casada com o imperador Antonino Pio. Vero era também sobrinho da imperatriz Víbia Sabina e sua avó materna era Matídia, a sobrinha preferida de Trajano.
O casal teve dois filhos:
- Marco Ânio Vero, mais conhecido como Marco Aurélio, em 121
- Ânia Cornifícia Faustina, em 123.

Ânio Vero morreu jovem, ainda como pretor, e com os filhos pequenos, provavelmente em 124. Ambos foram adotados pelo avô, Marco Ânio Vero, que os criou juntamente com Lucila. Marco Aurélio herdaria no futuro a olaria.
Na casa de Lucila, o futuro imperador Dídio Juliano foi educado e, com o apoio dela, conseguiu começar sua carreira legal. Em suas "Meditações", Marco Aurélio a descreve como uma pessoa "piedosa e generosa", que levava uma vida simples (1.3n). Lucila passou seus anos finais com o filho em Roma.